# 1576

## Починали
- 19 януари – Ханс Закс, немски поет и драматург
- 27 август – Тициан, италиански художник
- 21 септември – Джироламо Кардано, Известен италиански ренесансов математик, лекар, философ и астролог